# Urolitha bipunctifera
Urolitha bipunctifera är en fjärilsart som beskrevs av Walker 1861. Urolitha bipunctifera ingår i släktet Urolitha, och familjen mätare. Inga underarter finns listade.